# Meister des Hasenburg-Missales

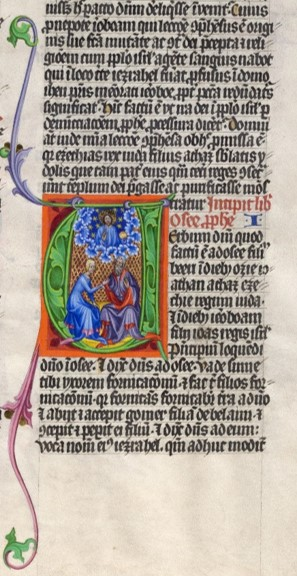
Initiale aus der Korczek-Bibel (Karlsruhe, BLB, Cod. St. Blasien 2)

 Als Meister des Hasenburg-Missales wird ein südböhmischer Buchmaler bezeichnet, der das um 1409 vollendeten Missale des Prager Erzbischofs Zbynko Zajíc von Hasenburg ausgemalt hat. Neben vielen reich verzierten Initialen mit Darstellungen der christlichen Heilsgeschichte in Miniatur hat der namentlich nicht bekannte Künstler eine ganzseitige Illustration, das Kanonbild geschaffen. Es stellt die Kreuzigung Christi dar. Das Hasenburg-Missale befindet sich heute in der Österreichischen Nationalbibliothek in Wien (Cod. 1844).
Der Meister des Hasenburg-Missales zählt zu den herausragenden Vertretern der gotischen Buchmalkunst in Böhmen. Dort hatte deren künstlerische Weiterentwicklung durch Förderung von Kaiser Karl IV. und seinem Sohn Wenzel zur Zeit des Meisters einen künstlerischen Höhepunkt erreichen können. Der Malstil im Hasenburg-Missale repräsentiert die Hochform des sog. Weichen Stils in der Region. Er ist eng verwandt mit dem Stil des Simson-Meisters, einem der Maler aus der Wenzelswerkstatt in Prag.
Dem Meister des Hasenburg-Missales wird auch die Ausschmückung zweier Handschriften, die heute in der Christian-Weise-Bibliothek in Zittau (A I, A VI) liegen, zugeschrieben. Es sind dies ein  Vesperale und ein Matutinale von ca. 1420, liturgische Bücher geschaffen für die Karlshofer Augustiner-Chorherren in Prag. Zudem soll der Buchschmuck der sog. Korczek-Bibel, deren Text 1400 vollendet wurde und deren beide Teile heute in der Österreichischen Nationalbibliothek (Cod. 1169) und in der Badischen Landesbibliothek in Karlsruhe (Cod. St. Blasien 2) bewahrt werden, vom selben Meister stammen.